# Bengt den gode
Bengt den gode var biskop i Skara ungefär under mitten till slutet av 1100-talet. Han dog omkring år 1190 i hög ålder och begravdes i Skara domkyrka.

## Biografi
Bengt den gode reste runt i sitt stift och där han såg att något som kunde användas i Guds tjänst saknades, lät han bekosta detta med egna pengar. Han betalade för att bygga, inreda och inviga kyrkorna Agnestads kyrka, Dimbo kyrka, Götala kyrka och Ving kyrka. Han stod även för 75 procent av kostnaderna för att bygga S:t Peters kyrka och merparten av kostnaden för S:t Nicolai kyrka, båda i Skara. Till Skara domkyrka införskaffade han bland annat helgedomsskrin, korsskrud, en tavla över högaltaret, bilder, målningar, korsskrud och en bibel från England. Dessutom lät han måla det södra koret eller kapellet och byggde till detta. Han var även frikostig när det gällde andra kyrkor; han lät köpa in bland annat missale, klockor och kyrkskrud till dessa. Han gav de fattiga bröd och kläder. Han sörjde för att det skulle vara lättare att resa mellan orter för att stärka gemenskapen. Sålunda lät han bygga broar (Björnabro, Ullervadsbro, Finvadsbro, Ulveredsbro och Ösebro) samt anlägga milslånga vägar (över Hökensås och Tiveden) genom att röja upp skog och mark.
Med tanke på hans stora frikostighet och att han efterlämnade en stor förmögenhet kan han ha tillhört dåtidens rikaste i landet. Om Bengt den gode sades att ingen tidigare eller senare kunnat mäta sig med honom i goda gärningar vilka han utfört till Guds ära.
I Skara domkyrka finns en sten från omkring 1240, ägnad »Benedictus electus», och all sannolikhet talar för att det är Bengt den gode som avses.